# قين هاو
قين هاو (بالصينية: 秦昊) هو ممثل صيني، ولد في 19 مايو 1978 في الصين.

## وصلات خارجية
- قين هاو على موقع IMDb (الإنجليزية)
- قين هاو على موقع أول موفي (الإنجليزية)
- قين هاو على موقع قاعدة بيانات الفيلم (الإنجليزية)
- قين هاو على موقع كينوبويسك (الروسية)